# 15 Wielkopolska Brygada Kawalerii Pancernej
15 Wielkopolska Brygada Kawalerii Pancernej im. gen. broni W. Andersa (15 BKPanc) – związek taktyczny Wojsk Pancernych Wojska Polskiego.

## Historia
15 BKPanc powstała w 1995 z przeformowania 18 Pułku Zmechanizowanego.
Poprzednikiem 18 Pułku Zmechanizowanego był 18 Samodzielny Pułk Czołgów sformowany w 1951 w Nysie na podstawie rozkazu dowódcy Okręgu Wojskowego Nr V. W 1953 zmieniono jego nazwę na 18 Samodzielny Pułk Czołgów i Artylerii Pancernej. W 1955 pułk włączono w struktury 5 Dywizji Piechoty oraz przegrupowano do Wędrzyna. W 1957 zmieniono podległość – pod 4 Dywizję Piechoty. W 1958 pułk przekształcono w 41 Batalion Czołgów Średnich. W 1962 ponownie odtworzono 18 Pułk Czołgów, który w 1989 przekształcono w 18 Pułk Zmechanizowany.
Brygada podporządkowana była początkowo 4 Lubuskiej Dywizji Zmechanizowanej im. Jana Kilińskiego, a po jej rozwiązaniu w maju 2001 weszła w skład  11 Lubuskiej Dywizji Kawalerii Pancernej im. Króla Jana III Sobieskiego.
Decyzją ministra Obrony Narodowej nr Z-70/Org./P-1 z 28 września 2006 r. i rozkazem Dowódcy Wojsk Lądowych nr PF-60/Org. z 24 listopada 2006 w sprawie rozformowania 15 Brygady Kawalerii Pancernej, 30 czerwca 2007 nastąpiło jej całkowite rozformowanie. 
Spośród pododdziałów brygady 1 batalion czołgów, batalion zmechanizowany i dywizjon artylerii samobieżnej przekazano do 17 Brygady Zmechanizowanej.

## Tradycje
15 BKPanc przejęła tradycję swych poprzedników:
- 15 Pułku Ułanów Poznańskich
- 7 Pułku Strzelców Konnych Wielkopolskich
- 7 Dywizjonu Artylerii Konnej Wielkopolskiej
- 18 Samodzielnego Pułku Czołgów
- 18 Samodzielnego Pułku Czołgów i Artylerii Pancernej
- 18 Pułku Zmechanizowanego
- 3 Pułku Ułanów Śląskich[2]

## Struktura organizacyjna
- dowództwo i sztab
- 1 batalion czołgów
- 2 batalion czołgów
- 3 batalion czołgów
- 4 batalion zmechanizowany
- 5 batalion piechoty zmotoryzowanej
- dywizjon artylerii samobieżnej
- dywizjon artylerii przeciwpancernej
- dywizjon artylerii przeciwlotniczej
- kompania rozpoznawcza
- kompania wsparcia
- kompania saperów
- kompania remontowa
- kompania łączności
- kompania medyczna
- kompania ochrony i regulacji ruchu
- kompania zaopatrzenia
- pododdział rozpoznania skażeń

Sprzęt bojowy: na uzbrojeniu 15 BKPanc znajdowały się czołgi T-55AM, T-72M1, PT-91, bojowe wozy piechoty BWP-1, samobieżne haubice 2S1 Goździk, samobieżne działa przeciwlotnicze ZSU-23x4 i rozpoznawcze samochody opancerzone BRDM-2.

## Dowódcy brygady
- mjr / płk dypl. Andrzej Sobieraj (30 X 1995 - 29 IV 2003)
- gen. bryg. Wiesław Michnowicz (2003-2005)
- płk dypl. Jarosław Hoffmann (2005-2007)[5]